# 重岡孝文
重岡 孝文（しげおか　たかふみ、1945年1月2日 - ）は福岡県出身の日本の柔道家。階級は軽量級。身長160cm。得意技は小内刈、掬投、飛びつきの腕挫十字固。

## 人物
小学校5年の時に柔道を始めた。久留米商業高校時代は「小内刈の重岡」との異名をとり、地区大会では重量級の坂口征二にもその小内刈で一本勝ちしたことがあるという。その後、東京教育大学に進学すると、1963年にはプレオリンピックとなる東京国際スポーツ大会の軽量級で優勝した。しかし、翌年の1964年東京オリンピック代表にはなれなかった。卒業後は大分県で高校の教員になると、1967年の世界選手権では決勝で松田博文に優勢勝ちして優勝を果たした。また、軽量級の選手ながら全日本選手権にも出場したことがある。その後、1985年には鹿屋体育大学の教員になり、2001年からは柔道部顧問を務めることになった。しかし、2005年には大学を去ることになった。今ではフランスで指導をしている。

## 主な戦績
- 1963年 - 東京国際スポーツ大会　優勝
- 1967年 - 世界選手権　優勝